# 失業給付
失業給付（しつぎょうきゅうふ、Unemployment benefits）とは、政府や政府関係機関から失業者に対して支払われる公的扶助制度である。多くの国では、政府による強制保険制度となっている事が多い。多くは社会保障スキームの一つとして設計されている。
多くの場合、失業給付は失業者として登録を行い、求職中かつ無職状態であると保証できた者にのみ給付される。
一部の国では労働組合を通じて支給される場合があり、これはGhent systemと呼ばれる。

## 国際労働条約
国際労働機関は、雇用の失業からの保護および失業保護を含んだ社会保障について「Employment Promotion and Protection against Unemployment Convention, 1988」条約（168号）を決議している。これにおいては、労働者の85%以上を対象とした制度とし、失業給付は最低限度の生活を維持できる水準とする（少なくとも最低賃金の50%以上）ことを定めている。最低支給期間は、その資格により6 - 10か月としている。

## 各国の制度

### オーストラリア
オーストラリアでは、社会保障給付（失業給付も含む）は税金を原資としており、国民から保険料を徴収する事はない。給付制度は連邦年度予算を原資とし、国家信託の形で政府のエージェンシーCentrelinkによって運営・給付される。給付額は消費者物価指数と連動し、インフレ・デフレ調整を年に2回実施する。
英国と同様、オーストラリアでは失業給付は"the dole"と呼ばれ、給付を受ける事を "be on the dole" と呼ぶ。
External links
- Centrelink web-site
- Department of Human Services web-site

### カナダ
カナダにおいては、Employment Insurance（雇用保険）が存在し、かつては Unemployment Insurance（失業保険）と呼ばれていた。名称からネガティブな印象を除くために1996年に改名されている。カナダの労働者は失業に備えて、保険料を1.78%支払い、雇用主は労働者の1.4倍の保険料を支払う。この制度に対して政府拠出は、1990年以降されていない。
External links
- History of UI in Canada, since  1930s
- Canadian Government Site for EI
- Canadian Government Site for Maternity and Parental Benefits
- Library of Parliament publication on EI premiums
- CBC Digital Archives - On The Dole: Employment Insurance in Canada

### ギリシャ
ギリシャの失業給付は OAED (Labor Force Employment Organization) によって実施されており、2年以上社会保障支払いがあったフルタイムの給与労働者が解雇された場合に給付資格を持つ。自営業者や他に収入のあるものは、給付資格がない。毎月給付額は「25日分の最低賃金の55%」に固定されており、現在は月額350ユーロに当たる。未成年の子供については10%増額される。受給は最大12か月であるが、実際の期間は ensema ένσημα を収集した数に依存する。これは社会保障給付支払いクーポンスタンプであり、解雇されるまでの直近14か月の労働について発行される。

### 中国
中華人民共和国の制度は、1999年の失業保険条例により設立された。加入者は都市部の企業に勤める労働者で、2003年時点で1億373万人が加入している。
給付期間は最長2年間で、金額は平均給与の2割ほどという。

### ドイツ
ドイツでは、失業給付は失業保険として社会保障システムの一部となっている。創設は1927年であり、連邦労働省が管轄する。
制度は雇用主と従業員の拠出により運営されている。労働者は給与総額の1.5%（社会保障にて定める上限あり）に拠出し、雇用主も給与の1.5%を拠出する。インターンを除く全労働者がこのシステムに加入している。2006年からは特定の条件を満たす労働者は、希望すれば脱退できる事になった。
失業給付は、失業前に最低12か月間就業していた者に支払われ、支給期間は労働者が勤務していた期間の半分である。受給者は、以前の月給の60%（社会保障にて定める上限あり）を受け取る事ができ、子供がいる場合は額は67%となる。受給額の上限は、2012年では2964ユーロである。ドイツ連邦労働省の収支規模は、2011年では375億ユーロであった。

### フランス
フランスでは準Ghent systemを用いており、失業給付は独立エージェンシー (UNEDIC) によって給付され、原資は労働組合と雇用主団体が平等に負担する。UNEDICは、ARE・ACA・ASRの3つの給付を管轄する。ARE制度では、直近24か月以内において最低122日就業しており、かついくつかの条件を満たす事が要求される。雇用主は従業員への税引き前賃金から差し引いて、従業員と共に基金に積み立てを行う。
2009年3月時点での失業給付最高額は、日額162ユーロ（2011年の社会保障給与の上限）または月額6900ユーロに対しての、57.4%である。受給者は、失業直近12か月の平均日給の57.4%を受け取ることができ、その平均は月額1,111ユーロであった。フランスでは失業給付に税金を拠出している。2011年には、受給期間の平均は291日であった。

### 英国
英国の求職者手当（Jobseeker's Allowance, JSA）では、1人あたり給付額が毎年改正される。2012年8月時点では、週あたりの最大給付額は25歳以上では71.0ポンド、18 - 24歳では56.25ポンドである。夫婦2人とも失業している場合の給付ルールは更に複雑となるが、週あたりの最大給付は102.75ポンドであり、年齢その他の要素で変化する。
収入ベース求職者手当（IB-JSA）の給付は、6000ポンド以上の貯蓄を持つ人々に対しては削減されていき、貯蓄250ポンドあたり週の給付が1ポンド削減され、上限は16,000ポンドである。16,000ポンド以上の貯蓄を持つ人は収入ベース求職者手当をまったく受給できない。英国の制度では住宅手当として、JSAとは別途独立して家賃給付を受ける事ができる。

### 日本
日本では雇用保険法を根拠とし実施される。

### アメリカ
アメリカ合衆国の制度は、州ごとに運営が行われており、給付期間、金額は州によって違う。期間は最長で26週（多くの州）、金額は最大900ドル（マサチューセッツ州）。
景気が悪い中で大統領となったバラク・オバマ政権時代には、失業保険制度の拡充も検討されていた。

### イスラム世界
近年ではイスラム教にあるザカートやサダカなどの喜捨制度を失業者の救済にも適用している。